# Yuling (ort)
Yuling (榆岭乡) är en sockenhuvudort i Kina.  Den ligger i provinsen Shanxi, i den centrala delen av landet, 300 km väster om huvudstaden Peking. Yuling ligger 1 414 meter över havet och antalet invånare är 9 925. Befolkningen består av 4 825 kvinnor och 5 100 män. Barn under 15 år utgör 17,0 %, vuxna 15-64 år 75 %, och äldre över 65 år 7,0 %.
Terrängen runt Yuling är kuperad åt sydost, men åt nordväst är den platt. Runt Yuling är det ganska tätbefolkat, med 149 invånare per kvadratkilometer. Närmaste större samhälle är Xiaopingyi, 19,5 km söder om Yuling. Trakten runt Yuling består i huvudsak av gräsmarker.
Ett kallt stäppklimat råder i trakten. Årsmedeltemperaturen i trakten är 9 °C. Den varmaste månaden är juli, då medeltemperaturen är 24 °C, och den kallaste är januari, med −10 °C. Genomsnittlig årsnederbörd är 614 millimeter. Den regnigaste månaden är juli, med i genomsnitt 179 mm nederbörd, och den torraste är december, med 3 mm nederbörd.